# Hanekam
 For alternative betydninger, se Hanekam (flertydig). (Se også artikler, som begynder med Hanekam)
En hanekam er en frisure, hvor man har barberet det meste af håret væk i siderne, men lader en stribe, typisk strittende hår sidde i midten. En hanekam kan også kaldes en mohawk eller cherokee, idet nogle amerikanske oprindelige folkeslag brugte lignende frisurer. Frisuren bruges i nutiden til at markere en distance fra den konforme livsstil. Verdensrekorden for den højeste hanekam indehaves af Kazuhiro Watanabe, hvis frisure i 2013 var på 113,5 cm.